# Gerbécourt-et-Haplemont
Gerbécourt-et-Haplemont är en kommun i departementet Meurthe-et-Moselle i regionen Grand Est (tidigare regionen Lorraine) i nordöstra Frankrike. Kommunen ligger i kantonen Haroué som tillhör arrondissementet Nancy. År 2022 hade Gerbécourt-et-Haplemont 243 invånare.

## Befolkningsutveckling
Antalet invånare i kommunen Gerbécourt-et-Haplemont
| Referens: INSEE |